# Hangelstein
Der Hangelstein ist ein 305 m ü. NHN hoher Berg etwa 6 km nordöstlich der Gießener Innenstadt gelegen. Er gehört zum dem „eigentlichen“ Vogelsberg nordwestlich vorgelagerten Vorderen Vogelsberg und ist, wie der Vogelsberg selbst, vulkanischer Herkunft und besteht daher größtenteils aus Basalt. Das Basaltvorkommen, in dem sich kleine Olivineinsprenglinge befinden, ist subvulkanischen Ursprungs und wird von Schottler zu den feldspatfreien limburgitischen Basalten gestellt. Im westlichen Teil des Hangelsteins befindet sich die Felsenkanzel. Diese Felsbildung besteht aus horizontal liegenden Säulen abgesonderten Basalts und diente im Mittelalter als Steinbruch.
Der stark bewaldete Berg ist vor allem mit Laubwald bewachsen. Der Berg dient unter anderem als Naherholungsgebiet für den nahen Gießener Stadtteil Wieseck. Besonders an schönen Tagen wird das Gebiet gern von Joggern, Wanderern, Fahrradfahrern und Spaziergängern besucht. Gleichzeitig ist fast der ganze Berg als Naturschutzgebiet und als FFH-Gebiet ausgewiesen.

## Verkehr
Die Nordflanke des Berges wird von der A 485, der Westhang von der A 480, die nach Norden zur B 3 wird, begrenzt. Ihre Trassen separieren im Nordwesten den 281 m hohen Lollarkopf, hinter dem die Stadt Lollar liegt.

## Flüsse
Am nördlichen und westlichen Rand grenzen die Autobahnen 485 und 480 an. Im Süden geht das Gebiet allmählich in die Wieseckaue über, nordnordöstlich des Berges liegt die Hainbach-Mündung in die Lumda. Diese Flüsse begrenzen zusammen mit der westlich passierenden Lahn Hangelstein und Lollarkopf orographisch in alle Richtungen bis auf den Osten, wo Großen-Buseck liegt.

## Schutzgebiete
Das Gebiet war schon lange als botanisch interessant bekannt. So besuchte es z. B. auch der berühmte Frankfurter Forscher Johann Christian Senckenberg. Aus diesem Grund befindet sich auf der Kuppenregion des Berges ein 107 ha (1,07 km²) großes Naturschutzgebiet gleichen Namens, das aus vegetationskundlicher und floristischer Sicht überregionale Bedeutung hat. Das Gebiet ist seit 2004 außerdem als flächengleiches FFH-Gebiet ausgewiesen.
Die Vegetation zeichnet sich besonders durch seltene, wärmeliebende Pflanzen aus und gehört zu den floristisch artenreichsten des Landes Hessen. Besonders hervorzuheben sind die Labkraut-Eichen-Hainbuchenwälder, die Schlucht- und Hangmischwälder sowie das Grüne Besenmoos. Lokal sind die Wälder ein bedeutendes Brutvogelgebiet.
Aufgrund jungsteinzeitlicher (Michelsberger Kultur) und bronzezeitlicher (Urnenfelderkultur) Funde sowie Resten einer keltischen Ringwallanlage kommt dem Hangelstein neben ökologischer auch eine kulturgeschichtliche Bedeutung zu.  Das Naturschutzgebiet wurde schon 1939 unter Schutz gestellt, 1976 auf seine jetzige Größe erweitert und 1994 erneut ausgewiesen.

## Galerie

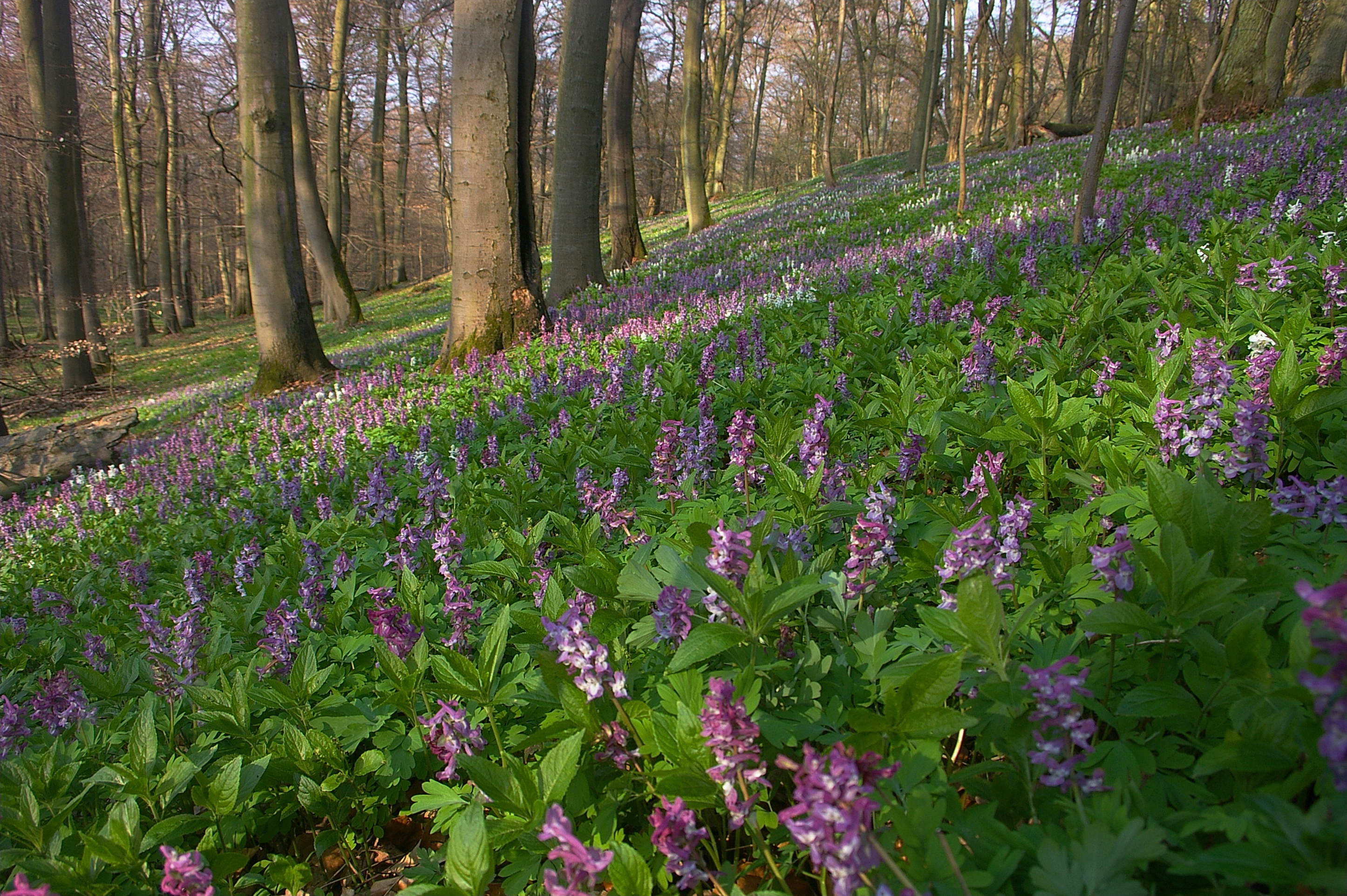
Frühling
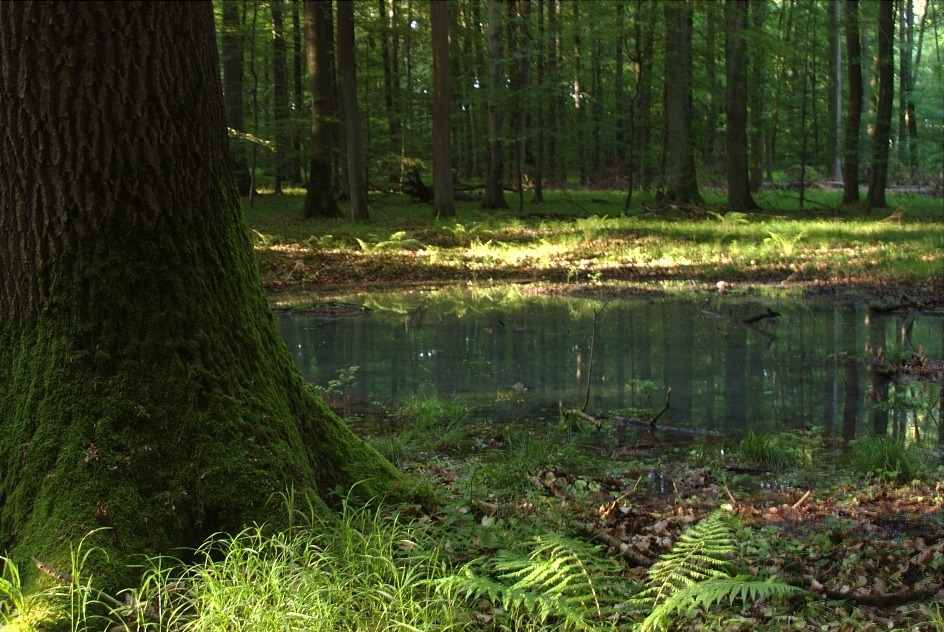
Sommer
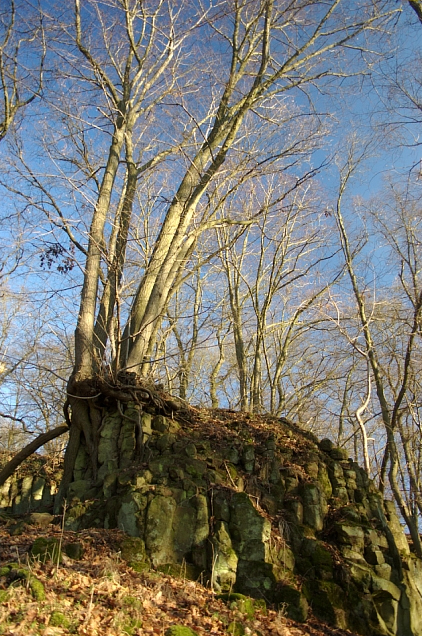
Basaltfelsen